# 崔瑩 (駆逐艦)
崔瑩（チェ・ヨン、日本語読み：さい えい、朝鮮語：최영、ラテン文字：Choi Young, DDH-981）は、大韓民国海軍の駆逐艦。李舜臣級駆逐艦の6番艦。艦名は崔瑩に由来する。

## 艦歴
「崔瑩」は、KDX-IIに基づく4,400トン級駆逐艦として現代重工業で建造され、2006年10月20日に進水、2008年9月4日に就役した。
2009年11月12日、黄海上に設定された北方限界線をめぐって北朝鮮との銃撃事件に対応し、警戒のため「DDH-979 姜邯賛」と共に前進配置される。
2010年12月29日に前任の「DDH-978 王建 」と交代し清海部隊第6次隊の任務に就く。
2011年1月15日にソマリア沖の海賊によって拉致された三湖海運の化学タンカー「三湖ジュエリー」の船員21人を同月21日に救出した。
大韓民国海軍初となる鎮圧作戦は搭乗していた海軍特殊戦旅団(UDT/SEAL)の派遣要員とともに実施、その際に海賊8人を射殺、5人を拘束し、人質の船長が負傷した。翌2月24日にはリビアでの反政府デモによる騒擾で在留韓国人撤退のため急派したと韓国国防省が発表した。3月第一週には現地に到着し航空機で撤退できない場合はリビアの港湾都市にて輸送するとした。本艦は最大で約1,000人を収容できる能力があるとされ、韓国海軍としては在留韓国人の救出任務に初めて投入される。任務を終えて2011年5月27日に帰港する。 
2012年に「DDG-992 栗谷李珥」、「SS-069 羅大用」と共にリムパックに参加する。
2009年時点での母港は第2艦隊司令部がある平沢市。